# Джермер, Лестер Хэлберт
Лестер Хэлберт Джермер (англ. Lester Halbert Germer; 10 октября 1896, Чикаго, Иллинойс, США — 3 октября 1971, Шауанганк-Ридж, штат Нью-Йорк, США) — американский физик. Совместно с Клинтоном Дэвиссоном подтвердил гипотезу де Бройля о корпускулярно-волновой природе микрочастиц в ходе эксперимента, который получил название опыт Дэвиссона — Джермера. Эксперимент имел важное значение для развития электронного микроскопа. Он также изучал термионику, эрозию металлов, контактную физику.

## Биография
Бывший лётчик-истребитель в Первой мировой войне, впоследствии он работал в Bell Labs в Нью-Джерси. Окончил Корнеллский университет в 1917 году.
В 1917—1925 работал в «Вестерн электрик компании», в 1925—1961 — в лабораториях Бэлл-Телефон, с 1961 года — в Корнеллском университете.
Был награждён медалью Эллиота Крессона в 1931 году.
В 1945 году (в возрасте 49 лет), Джермер начал всерьёз заниматься скалолазанием.